# Cam Newton
Pour les articles homonymes, voir Newton.
(en) Statistiques sur pro-football-reference
Cameron « Cam » Jerrell Newton, né le 11 mai 1989 à Atlanta dans l'État de Géorgie, est un joueur américain de football américain qui évolue au poste de quarterback dans la National Football League (NFL).
Après une remarquable carrière universitaire avec les Tigers d'Auburn, Cam Newton est choisi en première position par les Panthers de la Caroline lors de la draft 2011 de la NFL. Il devient le premier joueur de l'ère moderne à avoir remporté le trophée Heisman, un titre national universitaire et être sélectionné en première position lors d'une draft NFL dans la même saison. Devenu professionnel, Newton répond aux attentes en étant désigné meilleur débutant de la saison 2011.
Bon joueur à la passe, Cam est aussi connu pour être un coureur redoutable. Lors de sa première saison professionnelle il a gagné 706 yards à la course pour 14 touchdowns. Meilleur joueur de la saison 2015, Newton devient lors de cette saison le premier joueur à inscrire au moins 30 touchdowns à la passe et 10 autres à la course. Après avoir emmené son équipe à une saison historique de 15 victoires et une défaite en saison régulière, Newton et les Panthers échoue lors du Super Bowl 50 contre les Broncos de Denver.
Il est libéré par les Panthers en 2020 après neuf saisons avec l'équipe. Il rejoint par la suite les Patriots de la Nouvelle-Angleterre.
Il a un frère aîné, Cecil Newton (en), qui a joué centre dans la National Football League.

## Biographie

### Jeunesse
Né le 11 mai 1989 à Atlanta dans l'État de Géorgie, Cameron Jerrell Newton est le deuxième des trois fils de Jackie et Cecil Newton Sr.. Son père, Cecil a joué en National Football League avant lui dans les années 1980, au poste de safety mais a été coupé avant le début de la saison par les Cowboys de Dallas en 1983 et par les Bills de Buffalo en 1984. Son frère aîné, Cecil Newton Jr., a joué au poste de centre pour les Ravens de Baltimore et son jeune frère Caylin est également talentueux au football américain.
Jeune, Cam Newton est talentueux dans de nombreux sports. À 9 ans, il commence le baseball et joue en champ centre, en troisième base ou en arrêt-court mais arrête le baseball à l'âge de 14 ans par peur des lancers et de se faire frapper par une balle rapide. Il joue alors au basket-ball, est grand et fort, mais se fait trop souvent expulser pour son engagement. Il joue alors linebacker au football américain, son premier poste. Il commence à jouer en attaque autour de ses 14 ans. Il est déjà à cet âge le plus grand de son équipe et de ses classes scolaires.

### Carrière universitaire

#### Gators de Floride
Quarterback lycéen demandé, Cam Newton reçoit des bourses universitaires d'université avec des programmes de football américain prestigieux comme les Gators de la Floride, les Bulldogs de la Géorgie, les Terrapins du Maryland, les Rebels d'Ole Miss, les Bulldogs de Mississippi State, les Sooners de l'Oklahoma et les Hokies de Virginia Tech.

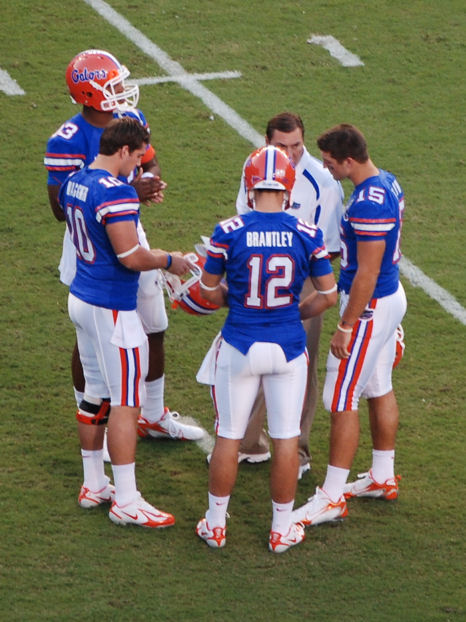
Cam Newton (en casque, à gauche) avec les autres quarterbacks de l'université de Floride lors de sa saison 2007 avec les Gators.

Il s'engage avec les Gators de la Floride au début de sa dernière année lycéenne. En tant que débutant universitaire en 2007, il passe devant John Brantley et devient le remplaçant du trophée Heisman Tim Tebow. Il joue cinq rencontres, passant pour 40 yards et courant pour 103 yards et trois touchdowns.
La saison suivante, en 2008, Cam Newton se blesse à la cheville lors de la rencontre d'ouverture et la saison, mettant un terme à son année. Devenu redshirt pour raisons médicales, il s'offre une année universitaire supplémentaire.
Hors des terrains, le 21 novembre 2008, Newton est arrêté pour le cambriolage et le vol d'un ordinateur portable d'un autre étudiant de l'université de Floride. Lors de son arrestation, il tente de se débarrasser de l'ordinateur en le jetant à travers la fenêtre de sa chambre de dortoir, ajoutant à ses charges l'obstruction de justice. Également suspecté de tricher au niveau académique, Cam n'avait pas d'autre choix que d'être transféré vers un Junior College. En janvier 2009, Cam Newton est officiellement transféré à Blinn College, dans le Texas.

#### Blinn College
Avec l'ambition de revenir dans un des meilleurs programmes de football américain, Newton joue une saison en Junior College avec l'équipe des Buccaneers de Blinn College (en) évoluant en National Junior College Athletic Association (NJCAA),. Il mène son équipe au championnat national de junior college en lançant pour 2 833 yards et 22 touchdowns, et en courant pour 655 yards sur la saison. Contre les rivaux de Tyler Junior College, Newton passe pour un total de 503 yards en une seule rencontre. À 20 ans, le jeune joueur fait parler de lui sur les terrains et en dehors, de par sa personnalité et des éclats médiatiques comme un rap vu plus d'un million de fois sur Youtube.
Après cette année, Newton est classé premier quarterback à recruter. Lors du recrutement de Newton, les Tigers d'Auburn, les Bulldogs de Mississippi State et les Sooners de l'Oklahoma sont les trois finalistes au choix de Cam Newton pour la saison 2010. Il choisit finalement les Tigers d'Auburn.

#### Tigers d'Auburn
Finalement recruté par Gene Chizik, l'entraîneur de l'université d'Auburn, Newton joue son saison junior avec les Tigers d'Auburn. En 2010, il mène l'équipe universitaire à un bilan de 14 victoires, sans défaite. Newton remporte la finale du championnat SEC, gagnant sur le score de 56 à 17 contre les Gamecocks de la Caroline du Sud, à la fois le plus grand nombre de points et la victoire la plus large lors d'un championnat SEC. Meilleur joueur de la rencontre, il inscrit six touchdowns (quatre à la passe et deux à la course).
À la suite de cet impressionnant succès, les Tigers d'Auburn sont invités pour jouer le premier titre national de football américain de l'histoire de l'université. La rencontre a lieu le 10 janvier 2011 et oppose Auburn aux Ducks de l'Oregon. Lors d'une ultime victoire universitaire, Newton lance pour 262 yards, deux touchdowns et une interception. Il court également à 22 reprises pour un total de 65 yards. Il place son équipe en position pour inscrire le field goal victorieux. Trois jours après la victoire, il se déclare officiellement pour la draft 2011 de la NFL, sacrifiant sa dernière saison universitaire.
Au cours de la saison, la réputation de Newton est éclaboussée par un scandale lié à son recrutement par l'université d'Auburn. Le 30 novembre, Auburn déclare Cam Newton inéligible après que la NCAA ait trouvé des preuves que le père de Cam Newton, Cecil Newton, ait sollicité un versement de 120 000 à 180 000 dollars en échange du recrutement de son fils,,,. Le lendemain, à la demande de l'université, Newton est réintégré du fait qu'il n'y ait pas de preuve qu'il soit au courant des actions de son père. En octobre 2011, l'enquête de la NCAA conclut que le recrutement de Cam Newton à Auburn n'a pas enfreint les règles.
Cam Newton est récompensé de nombreux trophées pour sa saison : le prestigieux trophée Heisman,, mais aussi du Walter Camp Award, du Maxwell Award, du Davey O'Brien Award et du Manning Award la même année.

### Carrière professionnelle

#### Sélection à la draft
À partir de la fin de sa dernière saison universitaire, Cam Newton travaille avec différents quarterbacks en vue de sa sélection comme Ben Roethlisberger et Akili Smith.
| Taille             | Poids            | Bras           | Main          | Sprint   | Sprint   | Sprint   | Shuttle 20 yards | 3 cones drill | Détente       | Détente             | Développé couché | Test Wonderlic |
| Taille             | Poids            | Bras           | Main          | 40 yards | 10 yards | 20 yards | Shuttle 20 yards | 3 cones drill | verticale     | horizontale         | Développé couché | Test Wonderlic |
| 1,96 m (6 ft 5 in) | 112 kg (248 lbs) | 86 cm (33¾ in) | 25 cm (9⅞ in) | 4,59 s   | 1,58 s   | 2,60 s   | 4,18 s           | 6,92 s        | 89 cm (35 in) | 3,25 m (10 ft 8 in) | -                | 21             |

Le 28 avril 2011, Cam Newton est sélectionné en première position lors de la draft 2011 de la NFL par les Panthers de la Caroline. Il est le premier joueur vainqueur du trophée Heisman à être sélectionné en première position depuis Carson Palmer en 2003. Newton est également le quatrième joueur issu de l'Université d'Auburn à être choisi en premier après Tucker Frederickson (1965), Bo Jackson (1986) et Aundray Bruce (1988).
Le 29 juillet 2011, après deux mois de négociation avec la franchise, Newton signe un contrat de quatre ans pour 22 millions de dollars entièrement garantis avec les Panthers. Il tente de récupérer le numéro 2 de maillot de Jimmy Clausen mais celui-ci ne le lui laisse pas. Newton garde alors le numéro 1 que les Panthers lui avaient assigné après la draft. Après le camp d'entraînement et les rencontres de pré-saison, Cam Newton est désigné quarterback titulaire devant Derek Anderson et Jimmy Clausen.

#### Débuts réussis en NFL (2011)
En 2011, lors de son premier match en National Football League (NFL), Cam Newton envoie pour 422 yards, complète 24 passes sur 37, inscrit deux touchdowns à la passe et un à la course. Ses 422 yards sont un record pour le premier match d'un débutant dans la NFL. Pour sa première saison il établit plusieurs autres records, comme celui du plus grand nombre de yards gagnés à la passe par un débutant avec 4 051. Il est le premier joueur dans l'histoire de la NFL à cumuler plus de 4 000 yards à la passe et plus de 500 yards à la course. Il bat également le record du plus grand nombre de touchdowns à la course pour un quarterback avec 14 réalisations.
Malgré sa saison impressionnante, il ne parvient pas à qualifier son équipe pour les rencontres éliminatoires, les Panthers finissant avec un bilan de 6 victoires pour 10 défaites. Il se voit toutefois honoré d'une invitation au Pro Bowl, le premier à comporter deux quarterbacks débutants (l'autre étant Andy Dalton),, est nommé débutant offensif de l'année par l'Associated Press et débutant de l'année par les supporteurs sur le site NFL.com.

#### Une deuxième saison décevante (2012)
La saison débute mal pour lui, et il ne lance au total que 4 touchdowns contre 5 interceptions et ne court que pour 3 touchdowns contre 2 fumbles au cours de ses cinq premiers matchs, où son équipe termine avec un bilan de 1-4. Après cela, les Panthers et lui-même continuent à enchaîner défaites serrées et prestations insatisfaisantes, arrivant à la moitié de la saison avec un bilan catastrophique de 2-8, déjà synonyme d'élimination pour les play-offs.
Cette spirale de la défaite s'inverse toutefois après une victoire lors de la 12e journée contre les Eagles de Philadelphie, où il signe le meilleur match de sa saison en lançant pour 309 yards et deux touchdowns, et courant pour 52 yards et deux autres touchdowns, sans subir le moindre turnover. À la suite de ce match, malgré un incident de parcours avec une défaite surprise à Kansas City la semaine suivante (où il mène toutefois un bon match, avec trois touchdowns et aucun turnover), il emmène les Panthers vers quatre victoires consécutives pour les quatre derniers matchs de la saison. Cela permet à son équipe de finir sur un bilan de 7-9 et de terminer deuxième de leur division, soit un meilleur résultat que la saison précédente, bien qu'il ne parvienne toujours pas à atteindre la phase éliminatoire.

#### Première qualification en rencontre éliminatoire (2013)
Lors de la saison 2013, Cam Newton mène son équipe tout au long de la saison régulière pour terminer avec 12 victoires et 4 défaites. Exempt de barrages lors des rencontres éliminatoires, Cam Newton dispute son premier match éliminatoire contre les 49ers de San Francisco et le perd. Sélectionné lors du Pro Bowl, il joue deux quart-temps, inscrivant un touchdown à la course.

#### Une omniprésence entachée par des blessures (2014)
Le 21 mars 2014, près de deux mois après la fin de la saison 2013, Newton subit une opération pour renforcer ses ligaments de la cheville, un problème physique avec lequel il doit jouer depuis sa saison universitaire avec les Tigers d'Auburn. Il doit alors récupérer pendant quatre mois, pendant toute sa préparation à la saison 2014.
Lors du troisième jour de pré-saison, Newton souffre d'une fracture aux côtes contre les Patriots de la Nouvelle-Angleterre sur un plaquage de Jamie Collins,,. Il doit manquer la rencontre d'ouverture de la saison, mettant fin à 48 rencontres disputées consécutivement en tant que titulaire. Il effectue son retour une semaine plus tard à domicile contre les Lions de Détroit.
Le 9 décembre 2014, peu après midi, en chemin pour le stade afin étudier des vidéos de match, Newton est impliqué dans un sévère accident de voiture à Charlotte,. Heurté par un autre véhicule, la voiture du joueur réalise plusieurs tonneaux avant de s'arrêter, lui provoquant deux fractures dans le bas du dos du joueur,. De par la violence du choc, les vitres du véhicule sont cassées et la tôle du toit est enfoncée au niveau du passager. Newton s'extirpe de son véhicule par la fenêtre ouverte et rampe sur le bord de la route où l'ambulance le prend en charge jusqu'à l'hôpital. Il garde alors le bracelet jeune de l'hôpital qu'il utilise pour se motiver.
Obligé de manquer une rencontre de saison régulière après son incident, Newton s'entraîne huit jours après son accident de voiture. Il est présent contre les Browns de Cleveland le 21 décembre pour arracher une victoire 17 à 13 afin de placer son équipe en tête de sa division.

#### Meilleur joueur de la saison et défaite au Super Bowl 50 (2015)

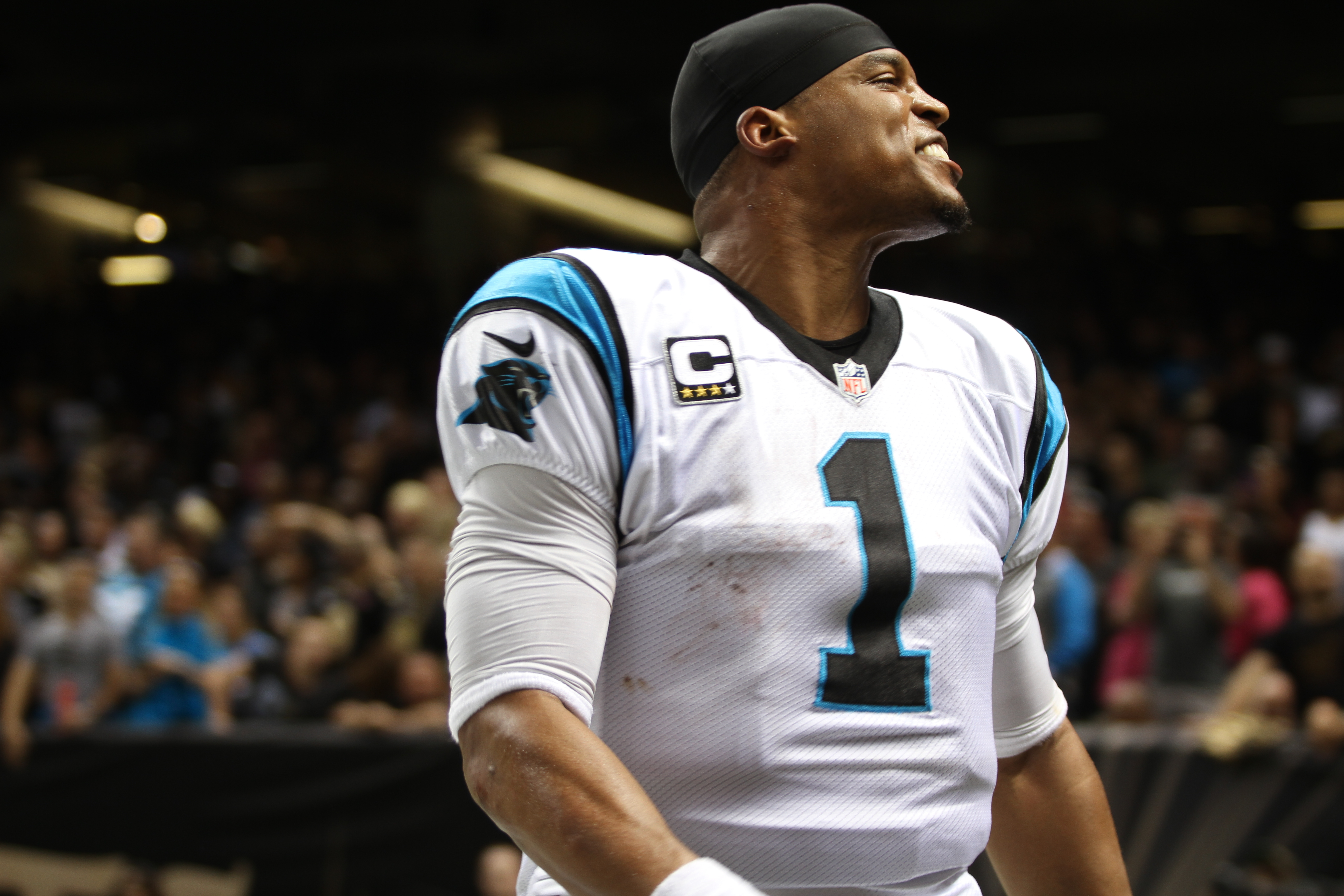
Cam Newton et son maillot des Panthers no 1 contre les Saints de La Nouvelle-Orléans en décembre 2015.

Le 2 juin 2015, Cam Newton signe un nouveau contrat de cinq ans avec les Panthers de la Caroline pour un montant de 103,8 millions de dollars,,. Pour la première fois de sa carrière, il commence la saison par une victoire. Newton enchaîne alors une longue série de succès, montrant tous les progrès qu'il a réalisé. Contre les Saints de La Nouvelle-Orléans en semaine 3, il lance pour 315 yards et deux touchdowns.
Après une semaine de repos, Cam Newton lance 269 yards et deux interceptions en cinquième semaine de compétition contre les Seahawks de Seattle. Il inscrit deux touchdowns, un à la passe et un à la course dans la victoire de son équipe à Seattle pour la première fois de sa carrière. Une semaine plus tard, les Panthers gagnent contre les Eagles de Philadelphie malgré les trois interceptions de Newton. Pour la première fois de leur histoire, les Panthers sont invaincus après six rencontres de saison régulière.
En semaine 8, contre les Colts d'Indianapolis, Newton devient le premier quarterback de l'histoire de la NFL à remporter une rencontre en prolongation après avoir été menée dans celle-ci. Une semaine plus tard, il inscrit trois touchdowns en une mi-temps contre les Packers de Green Bay lors d'une victoire 37 à 29 à domicile. Avant la rencontre, il enlève une bannière des Packers, ce qui créé une polémique. Newton est nommé joueur offensif NFC de la semaine pour sa performance.
Après deux nouvelle victoires contre les Titans du Tennessee et les Redskins de Washington, les Panthers avancent à un bilan de 10-0. Contre les Redskins, Newton lance pour cinq touchdowns et est nommé de nouveau meilleur joueur offensif de la NFC de la semaine. Lors de cette large victoire 44 à 16, Newton devient le premier quarterback de l'histoire de la National Football League avec plus de 100 touchdowns à la passe et 25 autres à la course dans ses cinq premières saisons dans la ligue.
À Thanksgiving, les Panthers se défont sans problème des Cowboys de Dallas. Une semaine plus tard, Cam Newton termine avec 380 yards au total et cinq touchdowns à la passe contre les Saints de La Nouvelle-Orléans. Il mène une dernière série offensive défensive pour maintenir l’invincibilité de l'équipe. Newton est nommé joueur offensif NFC de la semaine pour la troisième fois en cinq semaines. En décembre 2015, les Panthers dominent les Falcons d'Atlanta sur le score de 38 à 0. Newton cumule 265 yards et lance trois passes pour un touchdown. L'attaque de la Caroline bat son record de yards dans un premier quart-temps d'une rencontre avec 225 yards.
La saison historique des Panthers continue avec une rencontre à grand suspense contre les Giants de New York. Dans cette rencontre, Newton inscrit cinq touchdowns à la passe, dont un dernier pour réaliser un retour victorieux, son quatrième de la saison. Avec 340 yards à la passe et 100 yards à la course, Newton offre un succès 38 à 35 à sa franchise,,. De nouveau meilleur joueur de la semaine, Cam Newton est sous les feux des projecteurs médiatiques qui envisagent de plus en plus la saison parfaite des Panthers.

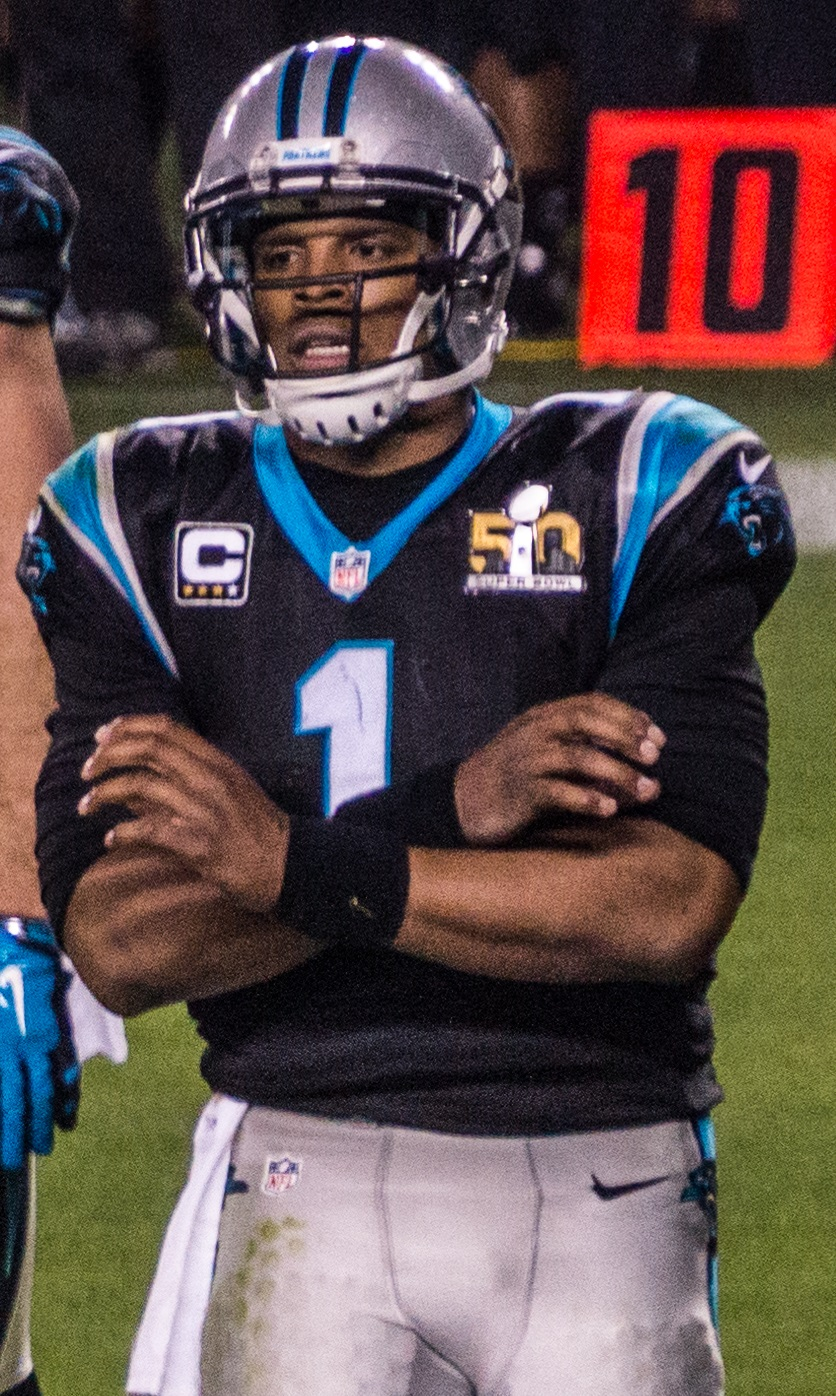
Cam Newton lors du Super Bowl 50.

Une semaine plus tard, l'invincibilité de Cam Newton et ses coéquipiers est terminée. Ils s'inclinent sur le terrain des Falcons d'Atlanta malgré un touchdown à la course de Superman en début de rencontre. Régulièrement battus par les défenseurs des Falcons par la suite, Newton ne trouve plus l'en-but et sont battus 13 à 20,. La saison régulière se termine par un ultime succès 38 à 10 contre les Buccaneers de Tampa Bay. Avec 15 victoires et un seul revers, les Panthers sont exempts de premier tour et ont l'avantage du terrain tout au long des matchs éliminatoires pour la première fois de leur histoire.
Au cours de la saison, Cam Newton célèbre les touchdowns en dansant et en provoquant ses adversaires. Il réalise notamment à de nombreuses reprises le dab, mettant en lumière ce geste et cette danse qui entre dans la culture populaire.
Pour l'ensemble de ses performances en 2015, Cam Newton est désigné meilleur joueur de la saison le 6 février 2016,,. Exempt au premier tour, les Panthers de la Caroline dominent les Seahawks de Seattle 31 à 24, puis les Cardinals de l'Arizona sur le score de 49 à 15. Newton est qualifié pour son premier Super Bowl, le Super Bowl 50, lors duquel il doit affronter les Broncos de Denver de Peyton Manning et Von Miller.
L'opposition du Super Bowl 50 est celle de la meilleure attaque de la ligue, emmenée par Cam Newton, et de la meilleure défense de la ligue, celle des Broncos de Denver. Les deux attaques sont dominées par les défenses adverses mais Cam Newton est celui qui souffre le plus. Il est sacké à sept reprises, lance une interception et perd le ballon à deux reprises. Défait par les Broncos, Newton apparaît avec une mauvaise attitude en conférence de presse d'après-match et il fait des courtes réponses aux questions des journalistes.
À la fin de la saison, il est classé meilleur joueur de la NFL par ses pairs. Il est également le septième joueur qui vend le plus de maillots entre mars 2015 et février 2016.

#### Sous pression et accumulation de défaites (2016)
Devenu l'une des célébrités de la ligue après sa qualification au Super Bowl, Cam Newton est la cible de coups illégaux et de violences plus ou moins sifflées. Lors de la rencontre d'ouverture de la saison, la revanche du précédent Super Bowl contre les Broncos de Denver, Newton effectue un retour depuis un déficit de 10 points pour emporter la rencontre 21 à 20. Malgré le retour de Kelvin Benjamin, Newton est en difficulté, encaissant huit sacks et lançant trois interceptions contre les Vikings du Minnesota,.
Le 2 octobre 2016, Newton subit une commotion cérébrale sur une conversion à deux points contre les Falcons d'Atlanta et doit manquer la fin de la partie,. Il est obligé de manquer la rencontre suivante contre les Buccaneers de Tampa Bay. À la fin de mois d'octobre, Newton se plaint officiellement de l'arbitrage auprès de lui,. En conférence de presse après le succès 30 à 20 contre les Cardinals de l'Arizona, il avoue ne pas se sentir en sécurité sur le terrain.
Début décembre, Newton est mis sur le banc de touche par Ron Rivera lors de la première série offensive des Seahawks de Seattle pour une violation du règlement de l'équipe lié au code vestimentaire,.
De son aveu, cette saison est « démoralisante » et Newton termine avec un taux de réussite à la passe de 54,7 % et seulement 359 yards à la course, son plus faible total en carrière jusque-là. Les Panthers régressent à un bilan de 6 victoires pour 10 défaites, et Newton lance 19 touchdowns et 14 interceptions.

#### Retour aux éliminatoires (2017)
Le 30 mars, Newton subi une intervention chirurgicale pour réparer une coiffe des rotateurs partiellement déchirée au niveau de l'épaule utilisée pour lancer le ballon,.
En 10e semaine contre les Dolphins à l'occasion du Monday Night Football, Newton gagne 254 yards à la passe et 95 yards à la course et inscrit quatre touchdowns (victoire 45 à 21),. Cette performance lui vaut le titre de meilleur joueur offensif de la semaine en NFC. Il termine la saison régulière avec 3 302 yards à la passe pour 16 interceptions et 22 touchdowns auquel il faut ajouter 754 yards (record de sa carrière) et 6 touchdowns à la course. Les Panthers retrouvent la phase éliminatoire mais sont battus lors du tour préliminaire (wild card) 26 à 31 par les Saints, Newton réussissant 24 des 40 passes tentées pour un gain de 349 yards et deux touchdowns. Il est classé 25e par ses pairs dans le Top 100 NFL de la saison 2018.

#### Blessures et départ des Panthers (2018-2019)
Contre les Eagles en 7e semaine, bien que menés 0 à 17 dans le quatrième quart temps, Newton va réussir 16 de ses 22 passes tentées pour un gain de 201 yards et inscrire deux touchdowns permettant aux Panthers de finalement gagner le match 21 à 17. Sa performance lui vaut le titre de meilleur joueur offensif de la NFC de la semaine. Après une sixième défaite consécutive (bilan provisoire 6-8 en 15e semaine), Newton reconnait une blessure à l'épaule lancinante qui a gêné son jeu au cours des dernières semaines et laisse entendre que l'équipe va le mettre au repos pour les deux derniers matchs de la saison afin qu'il puisse guérir,,. Il se fait finalement opérer à l'épaule droite le 24 janvier 2019. À l'occasion d'un sondage orchestré par des journalistes du journal The Athletic (en), Newton est désigné comme le quarterback le plus sous-estimé de la ligue par 85 joueurs défensifs issus de 25 équipes NFL. Il est classé 87e par ses pairs dans le Top 100 NFL en fin de saison 2019.
Après les deux premiers matchs de la saison 2019, Newton ne participe pas au match de la 3e semaine contre les Cardinals à la suite d'une blessure (fracture de Lisfranc ou du médiopied), ce qu'il a confirmé plus tard dans un vlog sur YouTube,. Le 5 novembre, les Panthers placent Newton sur leur liste des blessés cette blessure guérissant plus lentement que prévu.
Le 17 mars 2020, les Panthers acceptent la possibilité d'échanger Newton mais ne trouvant aucune opportunité, il est officiellement libéré par la franchise le 24 mars.

#### Un nouveau départ avec la difficile succession de Tom Brady (2020)

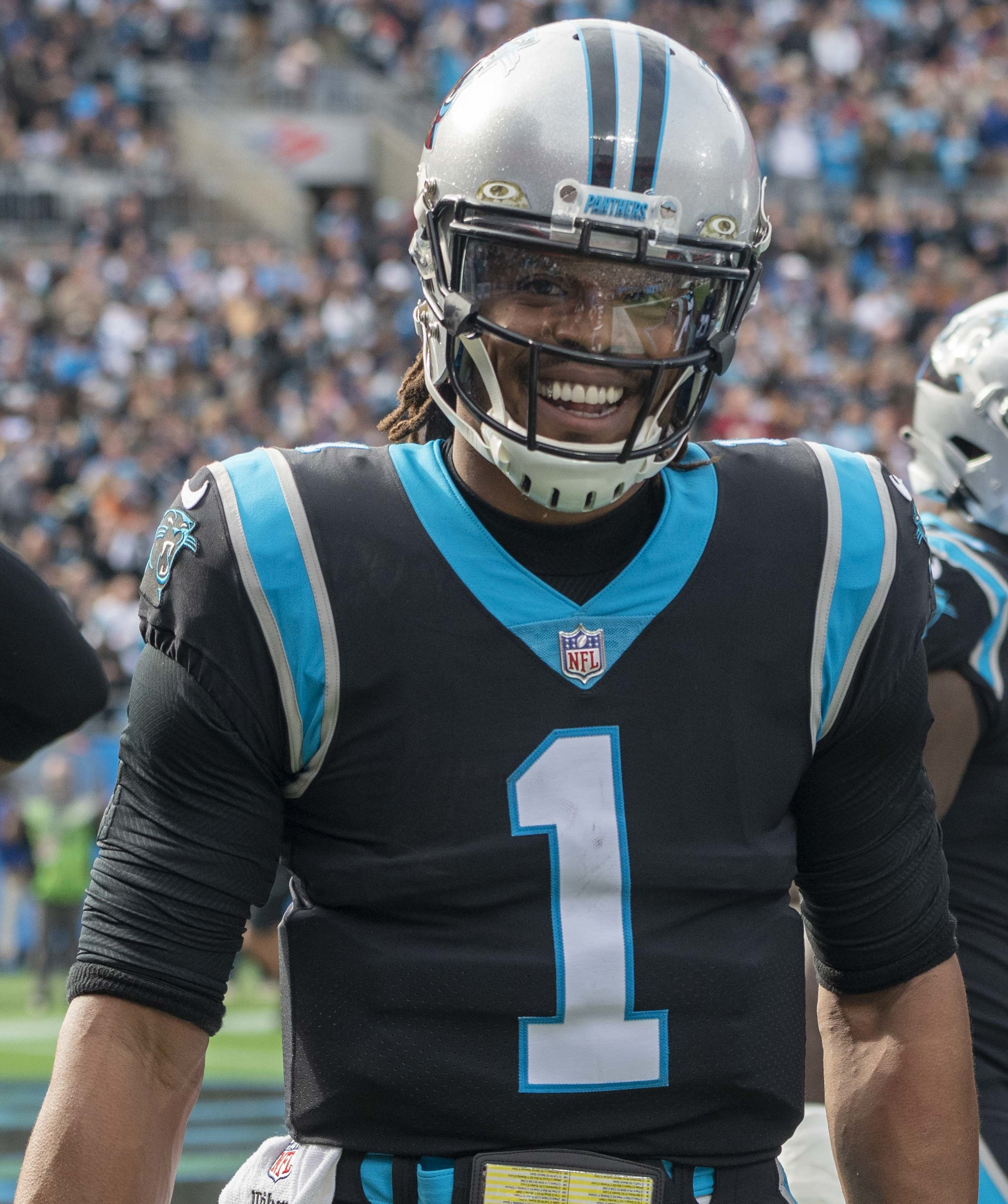
Cam Newton en 2021.

Au même moment où les Panthers tournent la page Newton, Tom Brady surprend la ligue en mettant fin à sa collaboration de 20 ans avec les Patriots de la Nouvelle-Angleterre pour relever un nouveau défi sous les couleurs des Buccaneers de Tampa Bay. Les Patriots se mettent à la recherche d'un nouveau quarterback et choisissent Cam Newton lequel y signe un contrat d'un an le 8 juillet 2020.
Le 12 mars 2021, il prolonge d'un an son contrat avec les Patriots. Après avoir été en compétition avec le débutant Mac Jones durant la pré-saison, ce dernier lui est préféré pour le poste de titulaire et il est libéré par les Patriots le 31 août 2021. Le 11 novembre 2021, Newton signe un contrat d'un an d'une valeur maximale de 10 millions de dollars pour revenir chez les Panthers à la suite d'une blessure du quarterback titulaire Sam Darnold. Le contrat inclut un montant garanti de 4,5 millions de dollars et un bonus d'1,5 million de dollars.

#### Retour chez les Panthers (2021)

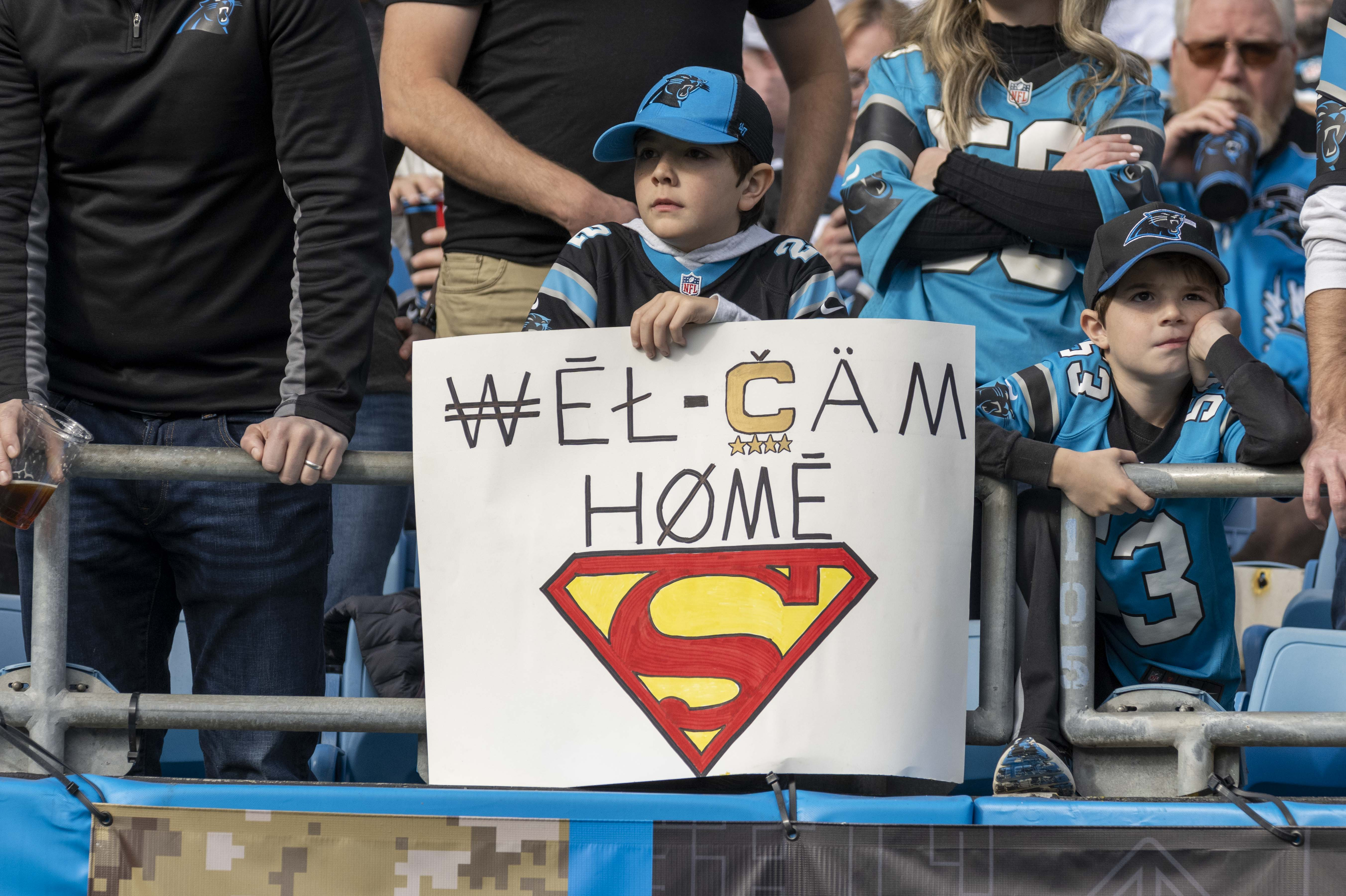
Un jeune fan des Panthers souhaitant à Newton un bon retour lors de son premier match au Bank of America Stadium en 2021.

Dès son premier match, Newton , remplaçant de P. J. Walker, reçoit quelques actions de jeu lors du match de la 10e semaine contre les Arizona Cardinals. Il a un impact immédiat en marquant deux touchdowns lors de ses deux premiers jeux effectués lors du premier quart-temps, l'un à la suite d'une course de deux yards et l'autre à la suite d'une passe de deux yards vers Robby Anderson. Ils ont aidé les Panthers à gagner sur le score de 34 à 10. La semaine suivante, il est désigné titulaire et inscrits deux touchdowns à la passe et un touchdown à la course malgré la défaite 27 à 21 contre la Washington Football Team. Newton est à nouveau titulaire lors de la défaite en 12e semaine contre les Dolphins de Miami, mais il est remplacé dans le quatrième quart temps par P. J. Walker après n'avoir réussi que 5 passes sur les 21 tentées pour un gain de 92 yards pour deux interceptions et un taux de réussite de 5,8. Son pourcentage de passes réussies (23,8) est le plus bas pour un quarterback ayant au moins tenté 20 passes depuis Joey Harrington (22,7 % en 2004). Lors du match de la 14e semaine 14 contre les Falcons, Newton est de nouveau titulaire mais il partagé un temps de jeu important avec P. J. Walker. Il termine le match avec 47 yards et un touchdown à la course pour une interception (défaite 21 à 29). Sur la saison, Newton a participé à huit matchs dont cinq en tant que titulaire, gagnant 684 yards et inscrivant quatre touchdowns à la passe pour cinq interceptions auxquels il faut ajouter 230 yards et cinq touchdowns inscrits à la course.

## Statistiques

### Université
| Année  | Équipe                   | Statut | MJ |         | Passes   | Passes | Passes | Passes | Passes | Passes | Passes  |       | Courses | Courses | Courses | Courses |
| Année  | Équipe                   | Statut | MJ | Tentées | Réussies | Pct.   | Yards  | TD     | Int.   | Éval.  | Tentées | Yards | Moy.    | TD      |         |         |
| 2007   | Gators de la Floride     | Fr.    | 05 | 010     | 05       | 50,0   | 040    | 0      | 0      | 083,6  | 016     | 0103  | 6,4     | 03      |         |         |
| 2008   | Gators de la Floride     | So.    | 01 | 02      | 01       | 50,0   | 014    | 0      | 0      | 108,8  | 05      | 010   | 2,0     | 01      |         |         |
| 2009   | Buccaneers de Blinn (en) | -      | 12 | 336     | 204      | 60,7   | 2 833  | 22     | 05     | -      | 108     | 0655  | 6,1     | 16      |         |         |
| 2010   | Tigers d'Auburn          | Jr.    | 14 | 280     | 185      | 66,1   | 2 854  | 30     | 07     | 180,0  | 264     | 1 473 | 5,6     | 20      |         |         |
| Totaux | Totaux                   | Totaux | 32 | 628     | 395      | 62,9   | 5 741  | 52     | 12     | 178,2  | 393     | 2 241 | 5,7     | 40      |         |         |

### National Football League
| Année  | Équipe                             | MJ  |         | Passes   | Passes | Passes | Passes | Passes | Passes | Passes  |       | Courses | Courses | Courses | Courses |  | Fumbles | Fumbles |
| Année  | Équipe                             | MJ  | Tentées | Réussies | Pct.   | Yards  | TD     | Int.   | Éval.  | Tentées | Yards | Moy.    | TD      | Nb.     | Perdus  |  |         |         |
| 2011   | Panthers de la Caroline            | 16  | 517     | 310      | 60,0   | 4 051  | 21     | 17     | 84,5   | 126     | 706   | 5,6     | 14      | 05      | 2       |  |         |         |
| 2012   | Panthers de la Caroline            | 16  | 485     | 280      | 57,7   | 3 869  | 19     | 12     | 86,2   | 127     | 741   | 5,8     | 08      | 10      | 3       |  |         |         |
| 2013   | Panthers de la Caroline            | 16  | 472     | 292      | 61,7   | 3 379  | 24     | 13     | 88,8   | 111     | 585   | 5,3     | 06      | 03      | 1       |  |         |         |
| 2014   | Panthers de la Caroline            | 14  | 448     | 262      | 58,5   | 3 127  | 18     | 12     | 82,1   | 103     | 539   | 5,2     | 05      | 12      | 5       |  |         |         |
| 2015   | Panthers de la Caroline            | 16  | 495     | 296      | 59,8   | 3 837  | 35     | 10     | 99,4   | 132     | 636   | 4,8     | 10      | 05      | 4       |  |         |         |
| 2016   | Panthers de la Caroline            | 15  | 510     | 270      | 52,9   | 3 509  | 19     | 14     | 75,8   | 90      | 359   | 4,0     | 05      | 03      | 2       |  |         |         |
| 2017   | Panthers de la Caroline            | 16  | 492     | 291      | 59,1   | 3 302  | 22     | 16     | 80,7   | 139     | 754   | 5,4     | 06      | 09      | 1       |  |         |         |
| 2018   | Panthers de la Caroline            | 14  | 471     | 320      | 67,9   | 3 395  | 24     | 13     | 94,2   | 101     | 488   | 4,8     | 04      | 06      | 0       |  |         |         |
| 2019   | Panthers de la Caroline            | 02  | 089     | 050      | 56,2   | 0572   | 0      | 01     | 71,0   | 05      | -02   | -0,4    | 04      | 02      | 2       |  |         |         |
| 2020   | Patriots de la Nouvelle-Angleterre | 15  | 368     | 242      | 65,8   | 2 657  | 08     | 10     | 82,9   | 137     | 592   | 4,3     | 12      | 06      | 1       |  |         |         |
| 2021   | Panthers de la Caroline            | 08  | 126     | 069      | 54,8   | 0684   | 04     | 05     | 65,5   | 047     | 230   | 4,9     | 05      | 04      | 1       |  |         |         |
| Totaux | Totaux                             | 148 | 4 474   | 2 682    | 59,9   | 32 372 | 194    | 123    | 85,2   | 1 118   | 5 628 | 5       | 75      | 62      | 22      |  |         |         |

| Année  | Équipe                             | MJ |                    | Passes             | Passes             | Passes             | Passes             | Passes             | Passes             | Passes  |       | Courses | Courses | Courses | Courses |  | Fumbles | Fumbles |
| Année  | Équipe                             | MJ | Tentées            | Réussies           | Pct.               | Yards              | TD                 | Int.               | Éval.              | Tentées | Yards | Moy.    | TD      | Nb.     | Perdus  |  |         |         |
| 2011   | Panthers de la Caroline            |    | N'est pas qualifié | N'est pas qualifié | N'est pas qualifié | N'est pas qualifié | N'est pas qualifié | N'est pas qualifié | N'est pas qualifié |         |       |         |         |         |         |  |         |         |
| 2012   | Panthers de la Caroline            |    | N'est pas qualifié | N'est pas qualifié | N'est pas qualifié | N'est pas qualifié | N'est pas qualifié | N'est pas qualifié | N'est pas qualifié |         |       |         |         |         |         |  |         |         |
| 2013   | Panthers de la Caroline            | 1  | 25                 | 16                 | 64,0               | 0267               | 01                 | 2                  | 79,9               | 10      | 054   | 5,4     | 0       | 0       | 0       |  |         |         |
| 2014   | Panthers de la Caroline            | 2  | 68                 | 41                 | 60,3               | 0444               | 04                 | 3                  | 80,8               | 19      | 072   | 4,0     | 0       | 3       | 2       |  |         |         |
| 2015   | Panthers de la Caroline            | 3  | 91                 | 53                 | 58,2               | 0761               | 03                 | 2                  | 87,3               | 27      | 095   | 3,5     | 2       | 2       | 2       |  |         |         |
| 2016   | Panthers de la Caroline            |    | N'est pas qualifié | N'est pas qualifié | N'est pas qualifié | N'est pas qualifié | N'est pas qualifié | N'est pas qualifié | N'est pas qualifié |         |       |         |         |         |         |  |         |         |
| 2017   | Panthers de la Caroline            | 1  | 40                 | 24                 | 60,0               | 0349               | 02                 | 0                  | 105,1              | 08      | 037   | 4,6     | 0       | 0       | 0       |  |         |         |
| 2018   | Panthers de la Caroline            |    | N'est pas qualifié | N'est pas qualifié | N'est pas qualifié | N'est pas qualifié | N'est pas qualifié | N'est pas qualifié | N'est pas qualifié |         |       |         |         |         |         |  |         |         |
| 2019   | Panthers de la Caroline            |    | N'est pas qualifié | N'est pas qualifié | N'est pas qualifié | N'est pas qualifié | N'est pas qualifié | N'est pas qualifié | N'est pas qualifié |         |       |         |         |         |         |  |         |         |
| 2020   | Patriots de la Nouvelle-Angleterre |    | N'est pas qualifié | N'est pas qualifié | N'est pas qualifié | N'est pas qualifié | N'est pas qualifié | N'est pas qualifié | N'est pas qualifié |         |       |         |         |         |         |  |         |         |
| 2021   | Panthers de la Caroline            |    | N'est pas qualifié | N'est pas qualifié | N'est pas qualifié | N'est pas qualifié | N'est pas qualifié | N'est pas qualifié | N'est pas qualifié |         |       |         |         |         |         |  |         |         |
| Totaux | Totaux                             | 7  | 224                | 134                | 59,8               | 1 821              | 10                 | 7                  | 87,7               | 63      | 258   | 4,1     | 2       | 5       | 4       |  |         |         |

## Records

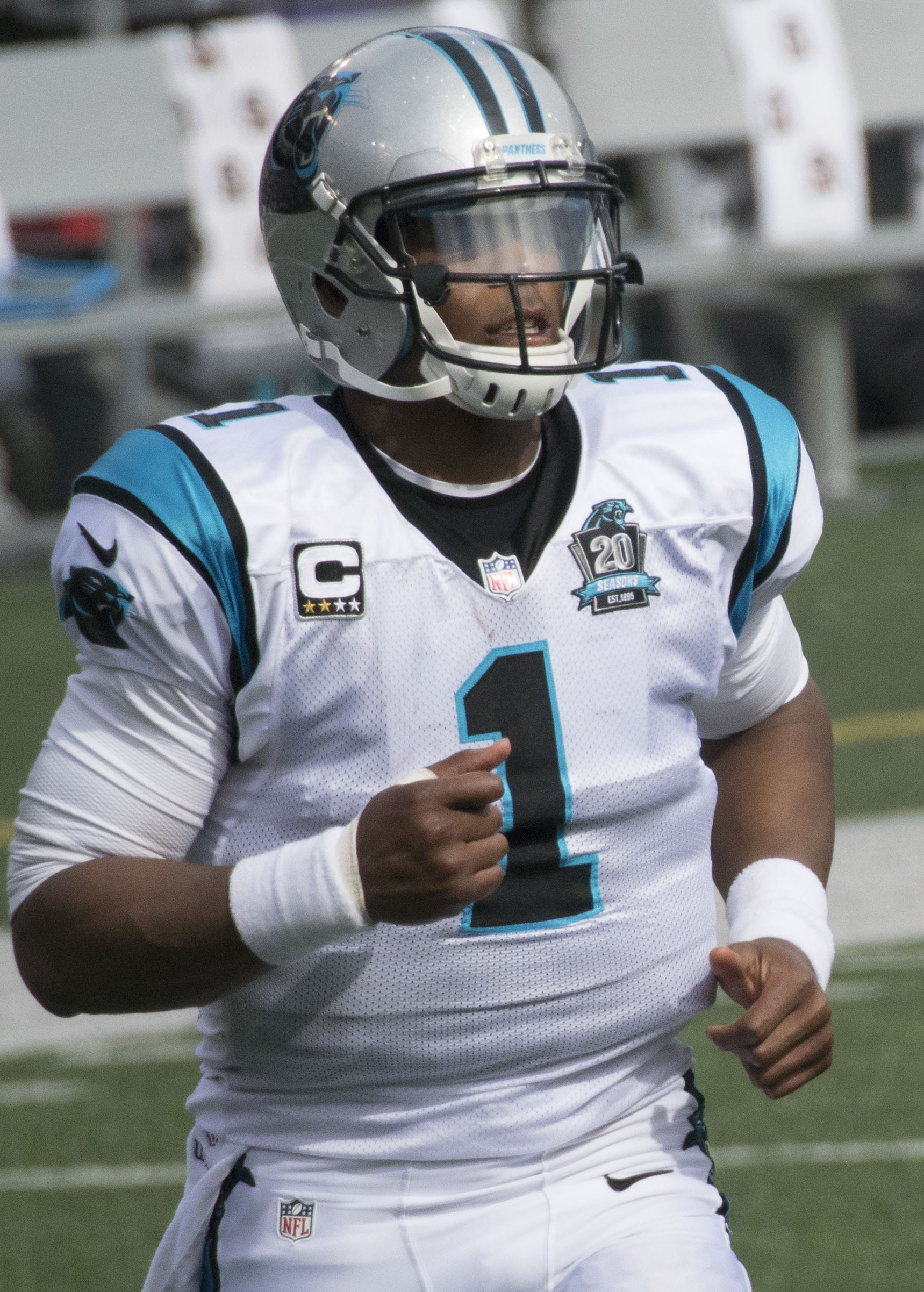
Cam Newton en 2014.

### Records en tant que débutant
Cam Newton est l'un des meilleurs débutants (rookie) de l'histoire de la National Football League. Considéré comme le quarterback du futur, il bat un grand nombre de records lors de sa première saison dans la ligue. Il est le premier débutant à dépasser les 400 yards à la passe au cours de deux matchs consécutifs. Newton détient le record du plus grand nombre de yards pour son premier match dans la National Football League avec 422 yards contre les Cardinals de l'Arizona. La semaine suivante, ses 432 yards à la passe contre les Packers de Green Bay le font échouer à un seul yard du record détenu par Andrew Luck depuis 2012. Il est le plus rapide à atteindre les 1 000 yards en saison, après moins de trois matchs en NFL.
Sur le bilan de sa première saison, il établit un nouveau record avec un total de 35 touchdowns (21 à la passe, 14 à la course) et devient le premier quarterback rookie de l'histoire de la NFL à inscrire au moins 10 touchdowns à la passe et 10 à la course lors de sa première saison. Il est le premier à inscrire au moins 5 touchdowns à la passe et 5 à la course au cours de ses 5 premiers matchs. Avec un total de 4 784 yards au total, dont 706 yards à la course, Newton bat les précédentes marques. Ses 4 051 yards lancés à la passe ne sont devancés que par les 4 374 yards d'Andrew Luck en 2012.

### Records généraux
Au-delà du fait d'être débutant, la première saison de Cam Newton en National Football League est historique à bien des égards. Il totalise le plus grand nombre de touchdowns inscrits à la course par un quarterback en une seule saison (14). Newton est également à la fois le premier à gagner à la passe plus de 4 000 yards et à inscrire à la course plus de 10 touchdowns. Il est le premier à lancer pour plus de 4 000 yards et à gagner à la course plus de 500 yards en une saison.
En cumulant sa première saison historique et sa deuxième saison NFL, Superman est également le premier joueur à inscrire plus de 30 touchdowns à la passe et 20 à la course au cours de ses deux premières saisons. Ses 7 920 yards gagnés par un joueur à la passe au cours de ses deux premières saisons constitue un autre record de la National Football League.

## Style de jeu et personnalité

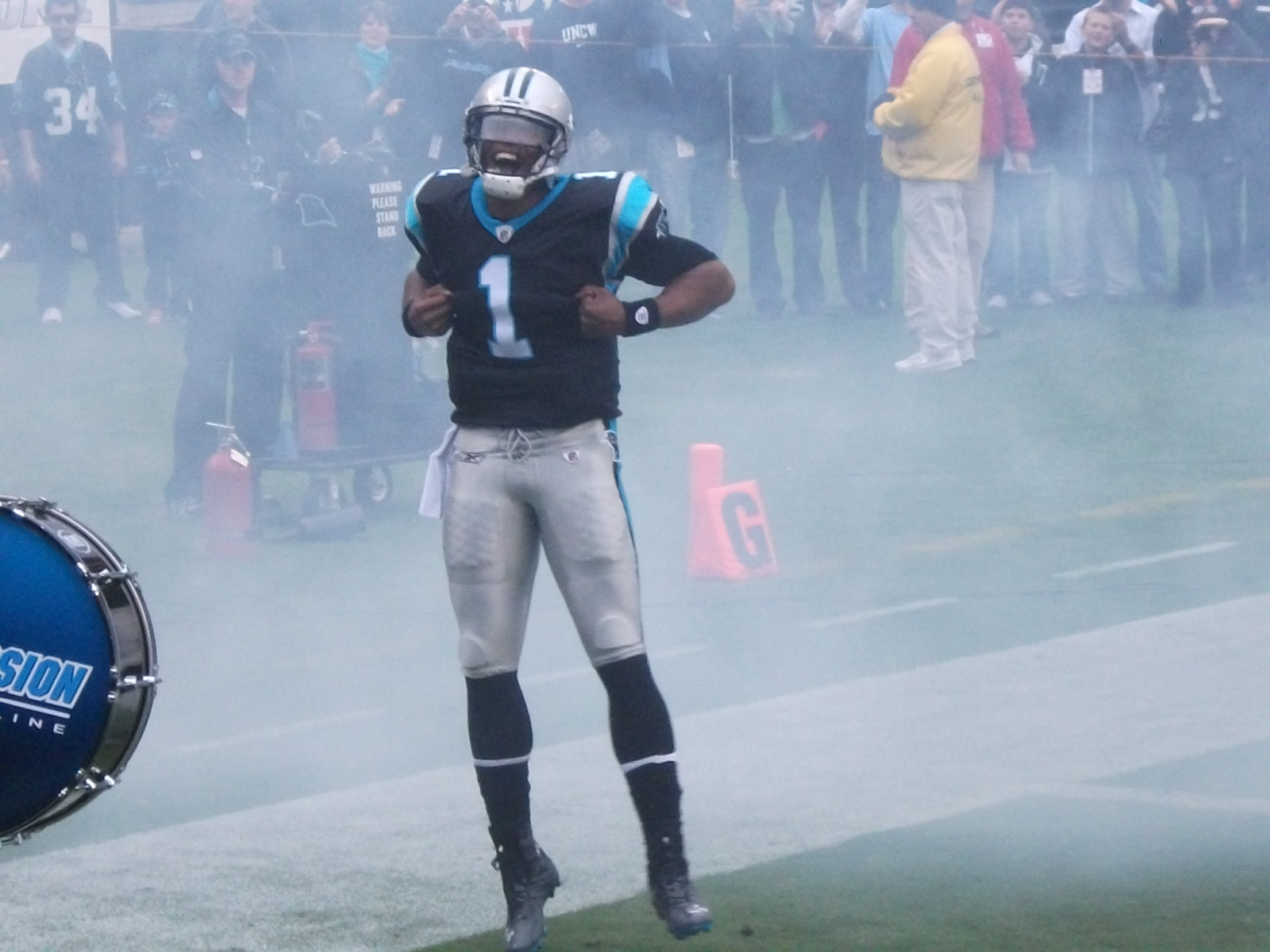
Cam Newton effectuant son geste signature de Superman avant la rencontre contre les Titans du Tennessee en novembre 2011.

Cam Newton est un quarterback mobile, utilisant la double menace offensive (passe ou course) pour déstabiliser les défenses adverses. En effet, il est capable de donner le ballon à son running back ou de feinter et de courir lui-même dans l'espace. De par sa taille (1,96 mètre) et son gabarit (environ 110 kilos), Cam Newton est plus physique et puissant que les autres quarterbacks de sa génération. Parfois décrit comme un « monstre », il a la vitesse et les aptitudes physiques pour jouer à d'autres postes de football américain.
Plus qu'un quarterback mobile, Cam Newton est un véritable coureur dans la ligue. Son style physique lui vaut d'être l'un des quarterback les plus exposés aux coups et aux plaquages des défenseurs adverses. Il ne se protège pas non plus, utilisant son physique pour gagner des yards après contact et glissant moins souvent au sol que les autres joueurs évoluant au même poste.
De par son style de jeu, il a toujours été considéré comme un super-héros sur le terrain, lui valant les surnoms de « Superman » et « SuperCam ». Dès ses débuts dans la NFL, Newton utilise les gestes de Superman pour fêter ses touchdowns et l'univers des super-héros dans ses tenues vestimentaires. Les Panthers de la Caroline utilisaient même la bande son de Superman en ambiance du stade Bank of America Stadium.
Sa personnalité est à la fois appréciée et critiquée. Ses célébrations de touchdowns, d'abord avec des gestes de Superman ou rendant hommage à LeBron James, puis par des danses incluant le dab, provoquent et agacent ses adversaires. Il popularise le dab puis décide de le supprimer de ses célébrations lors de la saison 2016. L'une des célébrités les plus regardées de la National Football League, il utilise ses tribunes pour montrer différents styles vestimentaires et son goût pour la mode,. Dès 2013, il s'associe à la chaîne de vêtements « Belk » pour proposer sa propre marque de vêtements intitulée « MADE Cam Newton ».

### Vie privée
Cam Newton et sa compagne de longue date Kia Proctor, ont eu un fils nommé Chosen Sebastian Newton né le 24 décembre 2015,. En février 2017, sa compagne met au monde une fille dont il déclare le nom, Sovereign-Dior Cambella Newton, sur Instagram deux mois plus tard.
Cam Newton s'est autoproclamé pesco-végétarien en mars 2013. Il a suivi ce régime pendant un mois pendant l'inter-saison et comme cela lui avait réussi, il a décidé de ne plus manger de viande. En mars 2019, il devient vegan,. Quelques diététistes ont affirmé que le changement de régime alimentaire avait peut-être retardé la guérison de sa blessure la saison suivante, surtout s'il s'était pas fait correctement.
Newton est chrétien. Il a parlé de sa foi après avoir remporté le BCS National Championship Game 2011, en déclarant : « It's just a God thing. I thank God every single day. I'm just His instrument and He's using me on a consistent basis daily. (C'est juste une chose de Dieu. Je remercie Dieu chaque jour. Je ne suis que son instrument et il m'utilise de manière constante au quotidien.) ».
Le 9 décembre 2014, Newton est impliqué dans un accident de voiture à Charlotte, en Caroline du Nord à la suite duquel il subit deux fractures au dos.
La routine quotidienne de Newton pendant la saison consiste à se réveiller à 4 h 20, à quitter la maison à 4 h 30 et à se coucher à 23 h 30,.